# Заслуженный юрист Азербайджана
«Заслуженный юрист» (азерб. Azərbaycan Respublikasının əməkdar hüquqşünası) — почетное звание Азербайджанской Республики, присваиваемое за особые заслуги в сфере юстиции. Почетное звание «Заслуженный юрист» было учреждено указом Президента Азербайджанской Республики от 22 ноября 2005 года № 318 о введении поправок к указу от 22 мая 1998 года наряду с некоторыми другими званиями.

## Присвоение
Президент Азербайджанской Республики присваивает почетное звание по личной инициативе, а также по предложению Национального Собрания и Кабинета Министров.
Почетное звание присваивается только гражданам Азербайджанской Республики. Согласно указу почетное звание «Заслуженный юрист» не может быть присвоено одному и тому же лицу повторно.
Удостоенное почетного звания лицо может быть лишено почетного звания в случае:
1. осуждении за тяжкое преступление;
2. совершения проступка, запятнавшего почетное звание

## Описание
Лица, удостоенные почетного звания «Заслуженный юрист» Азербайджанской Республики также получают удостоверение и нагрудный знак почетного звания Азербайджанской Республики. Нагрудной знак почетного звания носится на правой стороне груди.